# Delias paoaiensis
Delias paoaiensis is een vlindersoort uit de familie van de Pieridae (witjes), onderfamilie Pierinae.
Delias paoaiensis werd in 1987 beschreven door Inomata & Nakano.